# 白い世界
「白い世界」（しろいせかい）は、日本のシンガーソングライター・柴田淳の10作目のシングル。2005年2月23日にDreamusicから発売された。

## 概要
- 表題曲「白い世界」は、アルバム『わたし』からの先行シングルで、後に1stベストアルバム『Single Collection』にも収録された。
- 本曲から、羽毛田丈史が初めて編曲を担当した。
- カップリングの「終電」は、2ndベストアルバム『しば裏』に収録されている。
- PV監督は、松原弘志が担当している。

## 収録曲
1. 白い世界 [5:01]
作詞・作曲：柴田淳、編曲：羽毛田丈史
2. 終電 [5:16]
作詞・作曲：柴田淳、編曲：羽毛田丈史

## 収録アルバム
| 曲名     | 収録アルバム                                 |
| -------- | -------------------------------------------- |
| 白い世界 | オリジナル『わたし』（2005年3月30日）        |
| 白い世界 | ベスト『Single Collection』（2005年9月21日） |
| 終電     | ベスト『しば裏』（2007年3月14日）            |